# Inside of Emptiness
Inside of Emptiness is een album uit 2004 van Red Hot Chili Peppers-gitarist John Frusciante. Het is zijn zesde soloalbum en het vierde deel van Record Collection, een plan om zes albums in zes maanden te maken.

## Tracks
Alle liedjes zijn geschreven door John Frusciante
1. "What I Saw" – 4:00
2. "The World's Edge" – 2:34
3. "Inside A Break" – 3:07
4. "A Firm Kick" – 4:33
5. "Look On" – 6:10
6. "Emptiness" – 3:34
7. "I'm Around" – 3:49
8. "666" – 4:53
9. "Interior Two" – 2:27
10. "Scratches" – 4:19

## Muzikanten/Personeel
- John Frusciante - (achtergrond)zang, gitaar, synthesizer, keyboard, basgitaar op 'The Worlds Edge' en '666'
- Josh Klinghoffer - drums, basgitaar, keyboard, achtergrondzang, gitaar op 'I'm Around', gitaarsolo's op 'Inside a Break' en 'Emptiness'
- Omar Rodriguez-Lopez - gitaar op '666'
- Ryan Hewitt – mixing
- Kevin Dean – assistent
- Bernie Grundman – mastering
- Lola Montes – fotografie
- Mike Piscitelli – ontwerp